# Rabupura
Rabupura es  un pueblo y nagar Panchayat situado en el distrito de Gautam Buddha Nagar en el estado de Uttar Pradesh (India). Su población es de 15454 habitantes (2011). 

## Demografía
Según el  censo de 2011 la población de Rabupura era de 15454 habitantes, de los cuales 8217 eran hombres y 7237 eran mujeres. Rabupura tiene una tasa media de alfabetización del 58,96%, inferior a la media estatal del 67,68%: la alfabetización masculina es del 69,94%, y la alfabetización femenina del 46,75%.